# Битка код Сарагосе
Битка код Сарагосе одиграла се 20. августа 1710. године током Рата за шпанско наслеђе. Савезничке снаге су однеле победу.